# 埃爾佩羅爾峰
9°03′38″N 70°48′49″W / 9.0605°N 70.8137°W
埃爾佩羅爾峰（西班牙語：Pico El Perol），是委內瑞拉的山峰，位於該國西部梅里達州，處於拉庫拉塔山脈國家公園，北面有埃爾雷馬塔德羅峰，海拔高度3,783米。